# Hokkaido Consadole Sapporo
Hokkaido Consadole Sapporo (Japans: 北海道コンサドーレ札幌, Hokkaidō Konsadōre Sapporo) is een Japanse voetbalclub die uitkomt in de J-League. De thuisbasis van de club is in Sapporo op het eiland Hokkaido.

## Geschiedenis
Hokkaido Consadole Sapporo is van oorsprong een van de oudere clubs in Japan. In 1935 wordt de club opgericht als Toshiba Soccer Club, het bedrijfsteam van high tech fabrikant Toshiba. Het speelde langere tijd op lage niveaus in Japan tot het in 1989 promoveerde naar de toenmalige Japan Soccer League, de voorloper van de J-League. Bij de oprichting van de J-League meldde de club zich aan voor de Japan Football League.
In 1995 veranderde de club van thuisbasis. Toshiba zag het niet zitten om een professionele voetbalclub te starten in Kawasaki vanwege de concurrentie van andere voetbalclubs aldaar, vooral vanwege de successen van Verdy Kawasaki in die tijd (die club is inmiddels ook van thuisbasis veranderd). In Sapporo zagen ze graag een club met J-League ambities komen en droeg Toshiba de club over aan het bestuur van het eiland Hokkaido. Toshiba SC bleef dezelfde clubkleuren behouden (de kleuren van Toshiba) maar veranderde haar naam in Consadole Sapporo. Sapporo naar de stad, Consadole als samenvoeging van de woorden olé (een Spaanse aanmoediging) en het woord Japanse woord dosanko (道産子) omgekeerd. Dosanko betekent mensen van Hokkaido. Vrij vertaald staat consadole dus voor hup mensen van Hokkaido.
De club behaalde in 1997 het kampioenschap van de JFL en mocht daarom in 1998 aantreden in de J-League. Het optreden was van korte duur. Doordat de J-League besloot hervormingen aan te brengen in de J1 en dus ook een J-League 2 in het leven te roepen voor minder kapitaalkrachtige clubs, werd er een speciale play-off ronde georganiseerd voor de laagstgeklasseerde clubs. Consadole Sapporo was in de beslissende ronde de mindere van de als laatste geëindigde ploeg Avispa Fukuoka en moest zich daarom in 1999 melden voor de J2. In 2001 keerde het voor 2 jaar terug in de J1. Daarna kwam het 5 jaar uit in de J2 en promoveerde het in 2007 voor de derde keer naar de J1 middels een kampioenschap. In 2012 degradeerde de club echter na een zeer slecht seizoen terug naar de J2. In 2016 werd het kampioenschap van de J2 opnieuw behaald en promoveerde de club zodoende terug naar de J1.

## Erelijst

### J-League 2
- 2000, 2007, 2016

## Eindklasseringen
- Eerst wordt de positie in de eindranglijst vermeld, daarna het aantal teams in de competitie van het desbetreffende jaar. Voorbeeld 1/18 betekent plaats 1 van 18 teams in totaal.

| Jaar | J1    | J2    |
| ---- | ----- | ----- |
| 1998 | 18/18 |       |
| 1999 |       | 5/10  |
| 2000 |       | 1/11  |
| 2001 | 11/16 |       |
| 2002 | 16/16 |       |
| 2003 |       | 9/12  |
| 2004 |       | 12/12 |
| 2005 |       | 6/12  |
| 2006 |       | 6/13  |
| 2007 |       | 1/13  |

## Bekende (oud-)spelers
- Jade North
- Hulk
- Joubert Araújo Martins
- Jonathan Reis
- Robert da Silva Almeida
- Danilson Córdoba
- Irfan Bachdim
- Jorge Dely Valdés
- Emerson Sheik
- Chanathip Songkrasin
- Lê Công Vinh
- Yoshifumi Ono
- Yuki Tazawa